# Wadżh al-Hadżar
Wadżh al-Hadżar (arab. وجه الحجر) – wieś w Syrii, w muhafazie Hims. W 2004 roku liczyła 831 mieszkańców.